# 格蘭溫
格蘭溫（挪威語：Granvin）是挪威的一個已撤销的市镇，位於原霍達蘭郡。